# Arcaishon
Arcaishon (occità) o Arcachon (francès) és un municipi francès, al departament de la Gironda i a la regió de Nova Aquitània (part de les Landes). Fou creat el 1857 d'una escissió de la Tèsta de Buc.

## Demografia
| Evolució de la població |      |      |      |      |      |      |      |      |
| 1793                    | 1800 | 1806 | 1821 | 1831 | 1836 | 1841 | 1846 | 1851 |
| -                       | -    | -    | -    | -    | -    | -    | -    | -    |

| 1856 | 1861 | 1866  | 1872  | 1876  | 1881  | 1886  | 1891  | 1896  |
| ---- | ---- | ----- | ----- | ----- | ----- | ----- | ----- | ----- |
| -    | 736  | 2.065 | 3.696 | 4.981 | 7.133 | 8.102 | 7.910 | 8.221 |

| 1901  | 1906  | 1911   | 1921   | 1926   | 1931   | 1936   | 1946   | 1954   |
| ----- | ----- | ------ | ------ | ------ | ------ | ------ | ------ | ------ |
| 8.259 | 9.279 | 10.266 | 10.634 | 12.261 | 13.135 | 13.102 | 14.603 | 14.985 |

| 1962   | 1968   | 1975   | 1982   | 1990   | 1999   | 2006 | 2011 | 2016 |
| ------ | ------ | ------ | ------ | ------ | ------ | ---- | ---- | ---- |
| 14.862 | 14.986 | 13.892 | 13.293 | 11.770 | 11.459 | -    | -    | -    |

| 2019 | - | - | - | - | - | - | - | - |
| ---- | - | - | - | - | - | - | - | - |
| -    | - | - | - | - | - | - | - | - |

## Administració
| Període   | Identitat         | Partit |
| --------- | ----------------- | ------ |
| 1945-1977 | Lucien de Gracia  | RPF    |
| 1977-1985 | Robert Fleury     |        |
| 1985-2001 | Pierre Lataillade | RPR    |
| 2001-     | Yves Foulon       | UMP    |

## Agermanaments
- Amherst (Massachusetts)
- Aveiro
- Gardone Riviera
- Goslar
- Pescara

## Galeria d'imatges

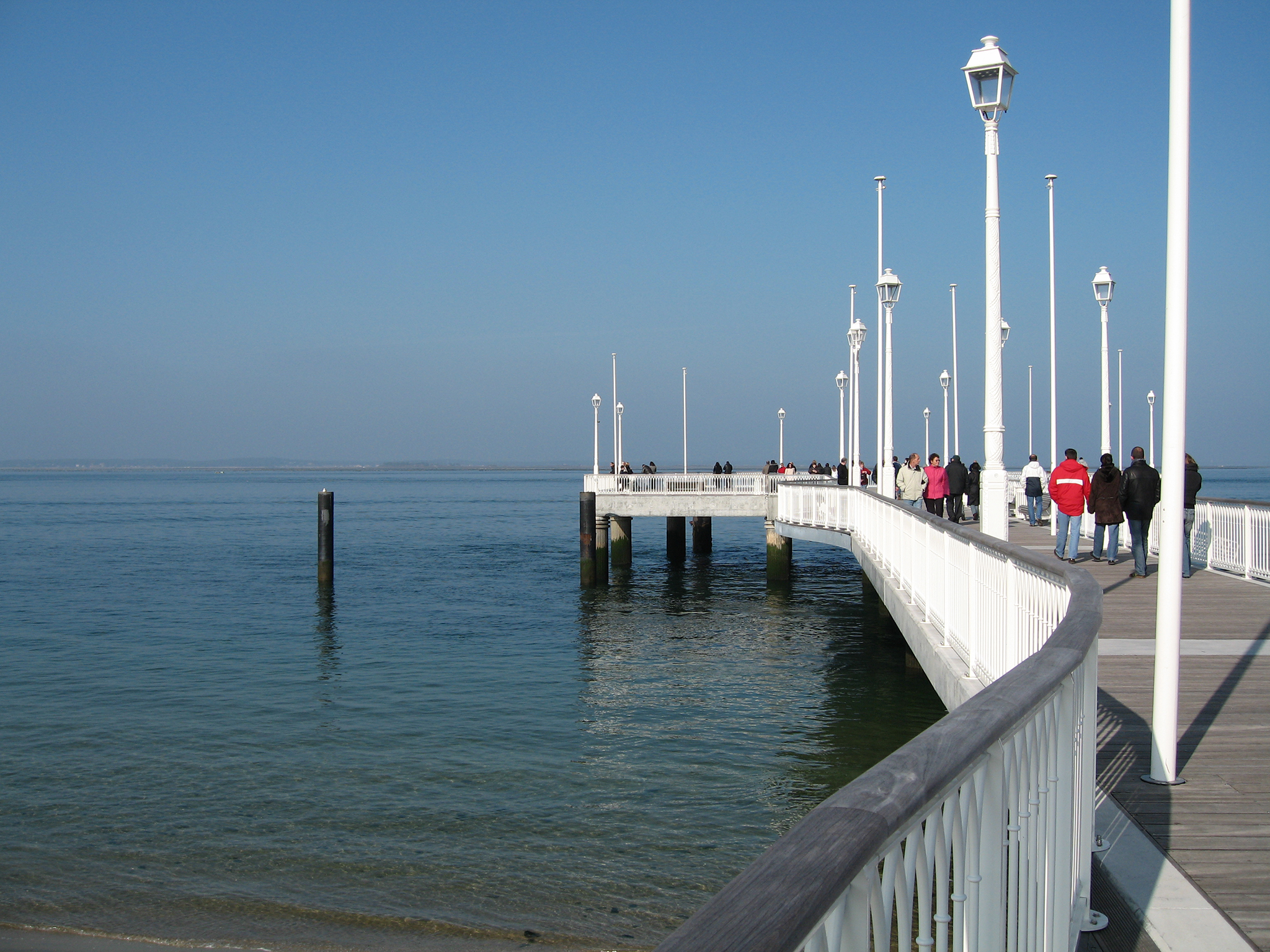
Embarcador Thiers.
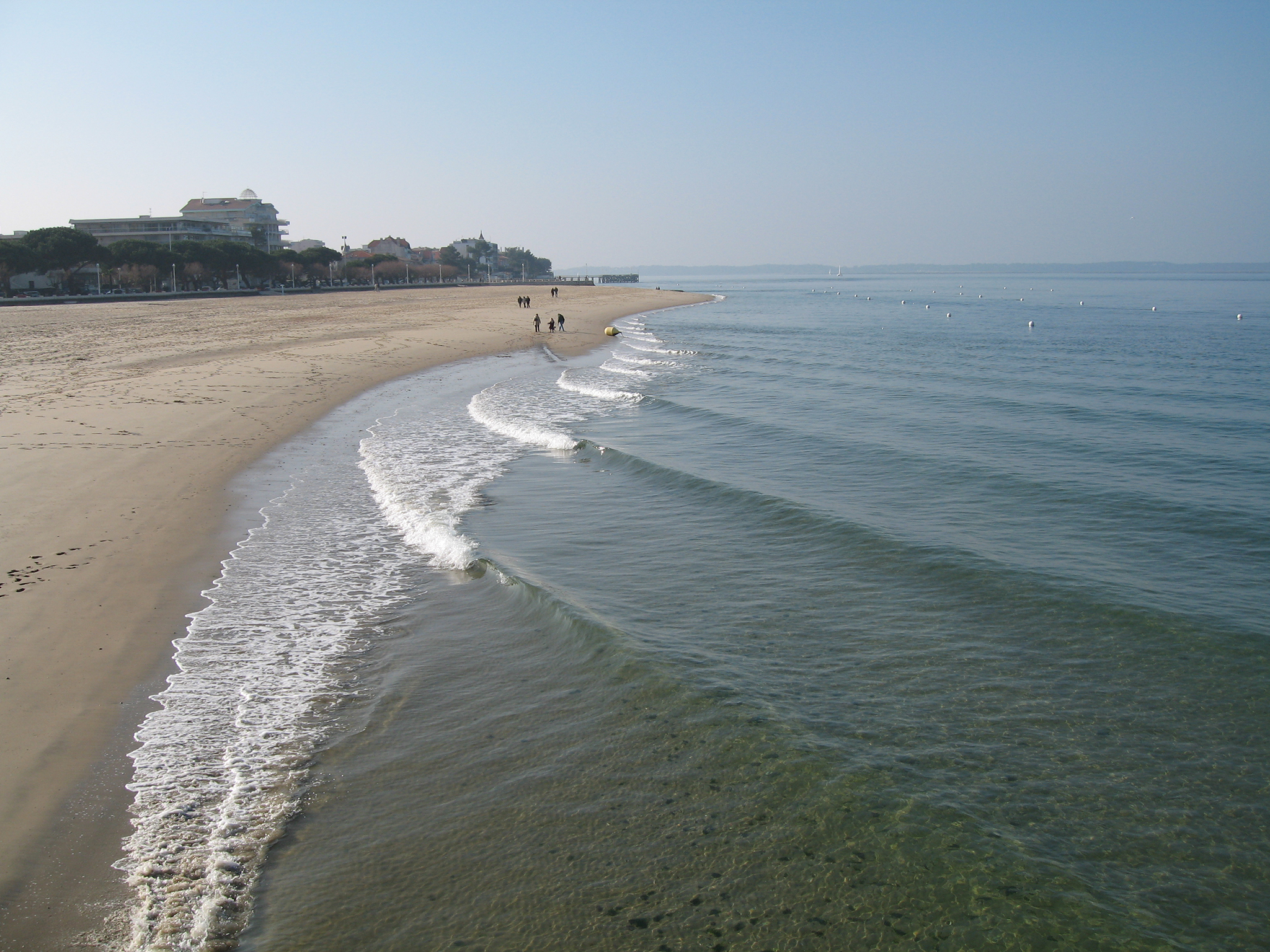
Platja d'Arcaishon.
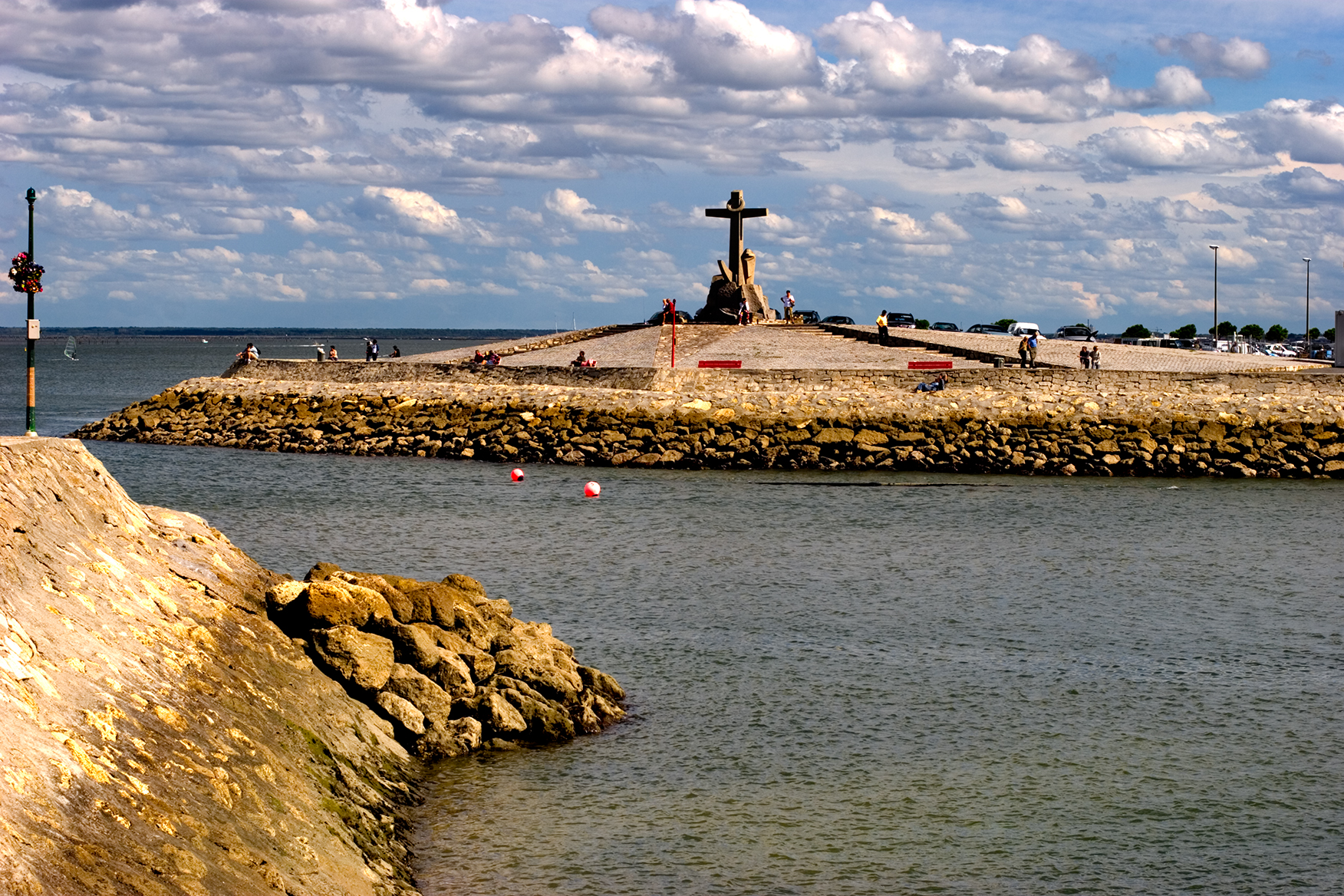
La Creu Péris, obra de Claude Bouscau.
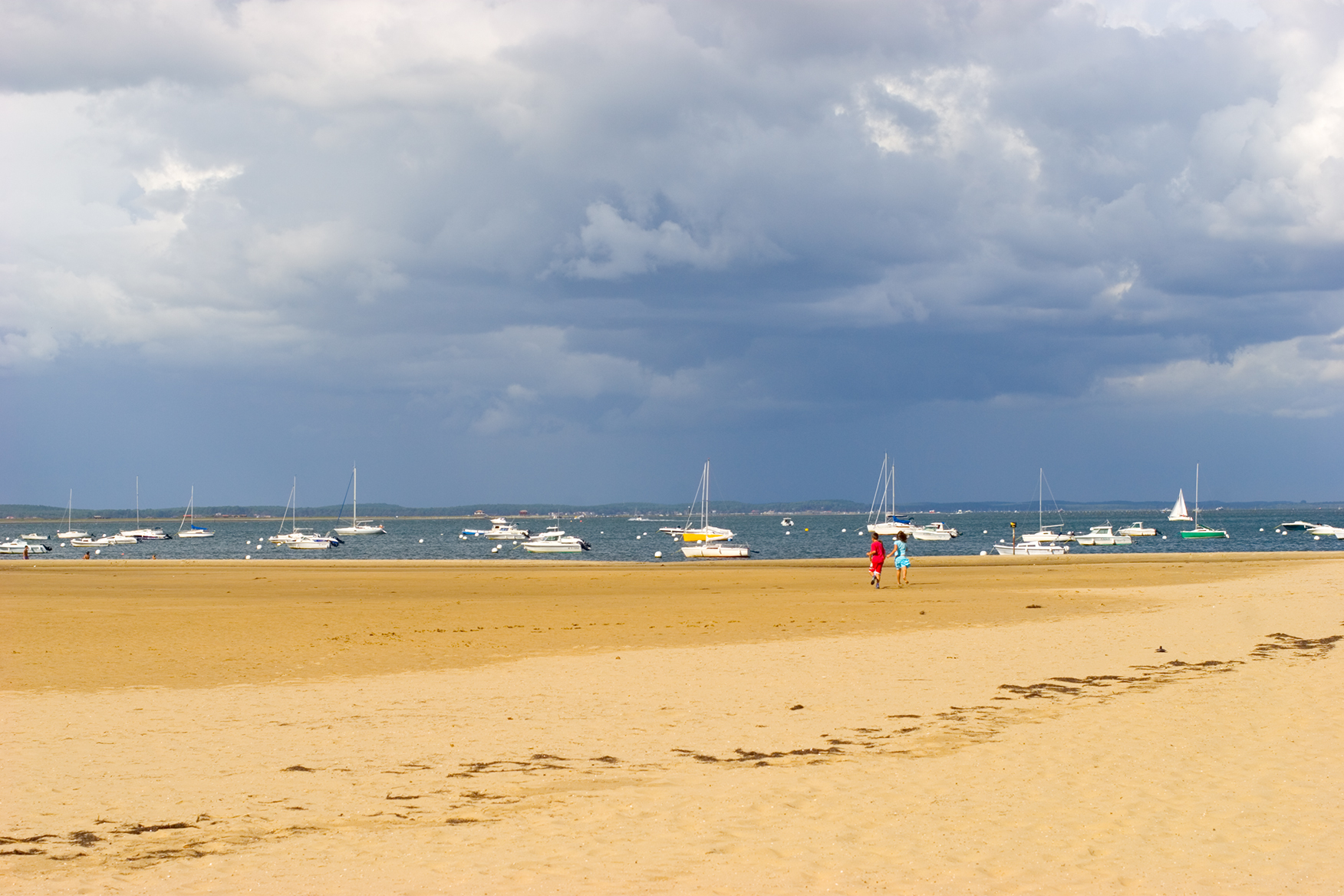
Platja d'Arcaishon.
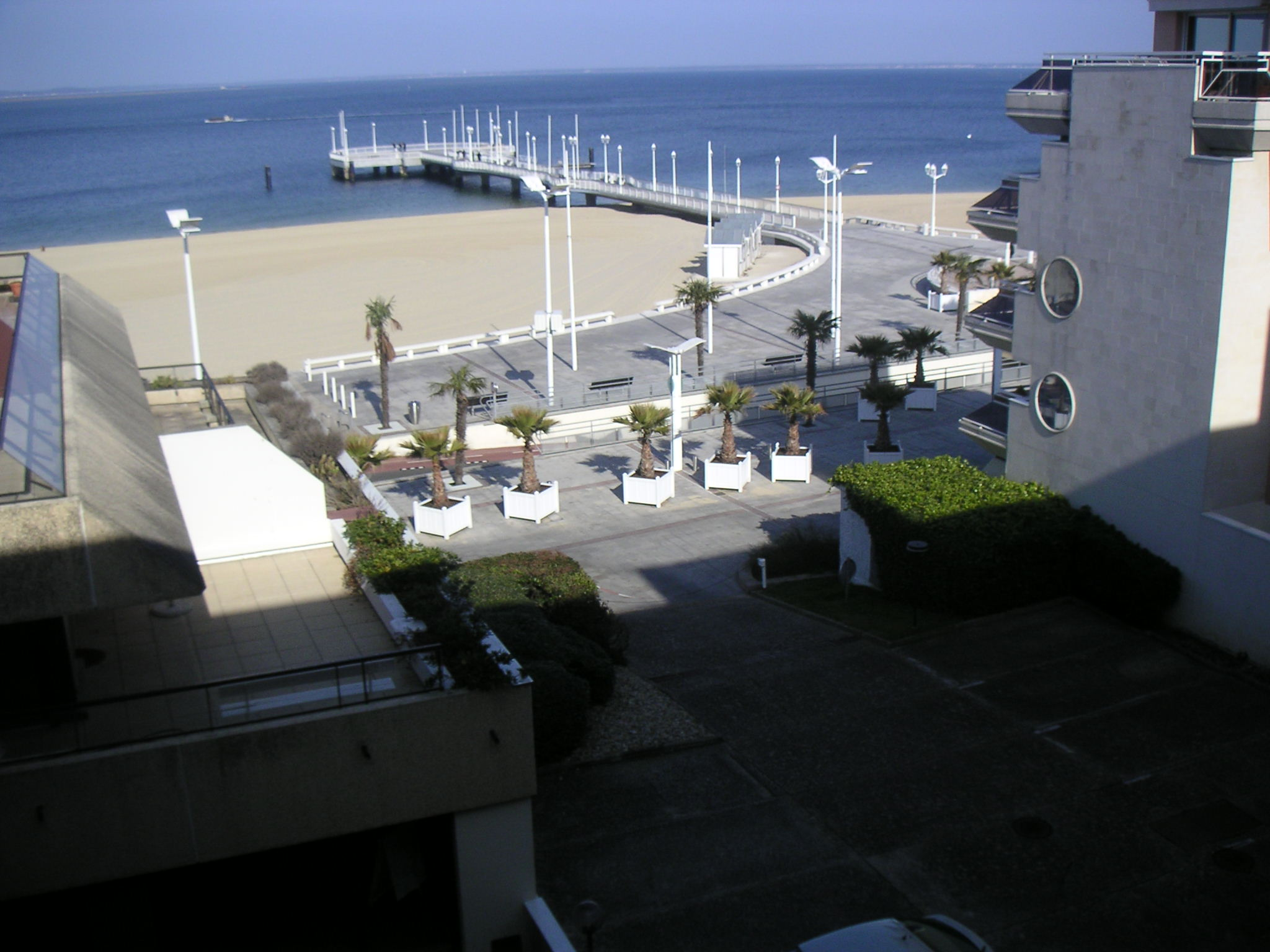
Embarcador Thiers.
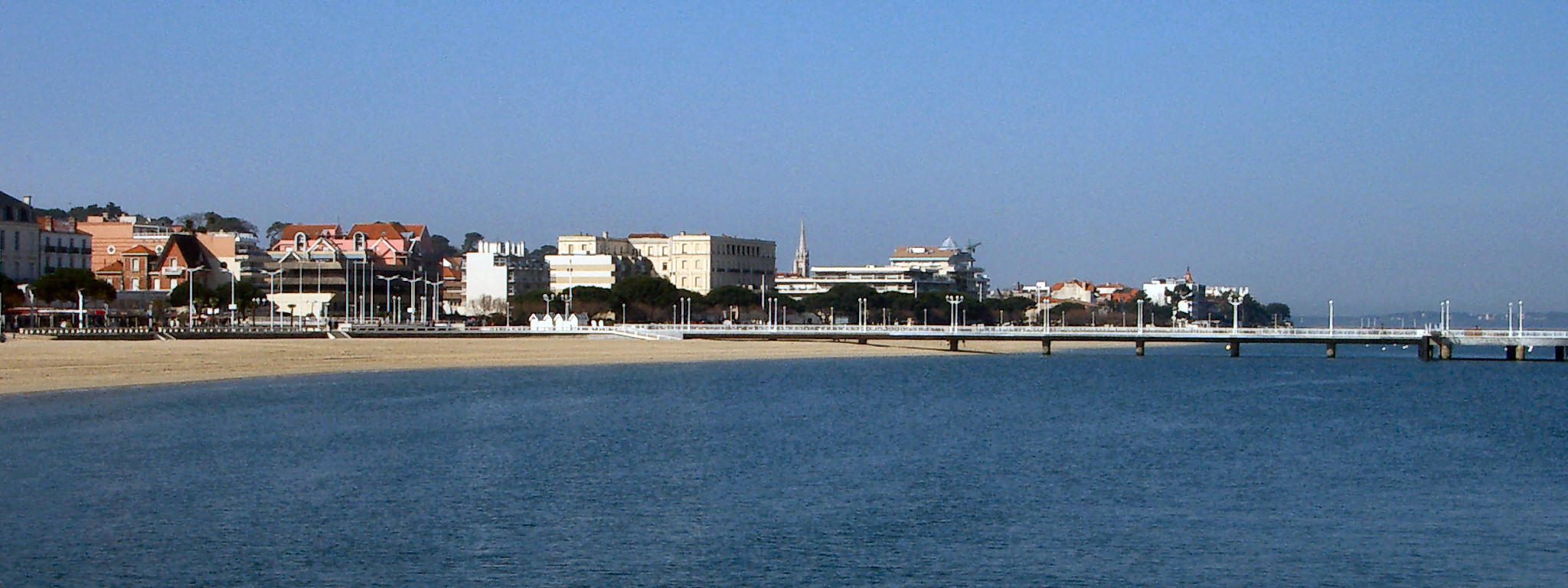
Vista de la platja, de l'embarcador i d'Arcachon.
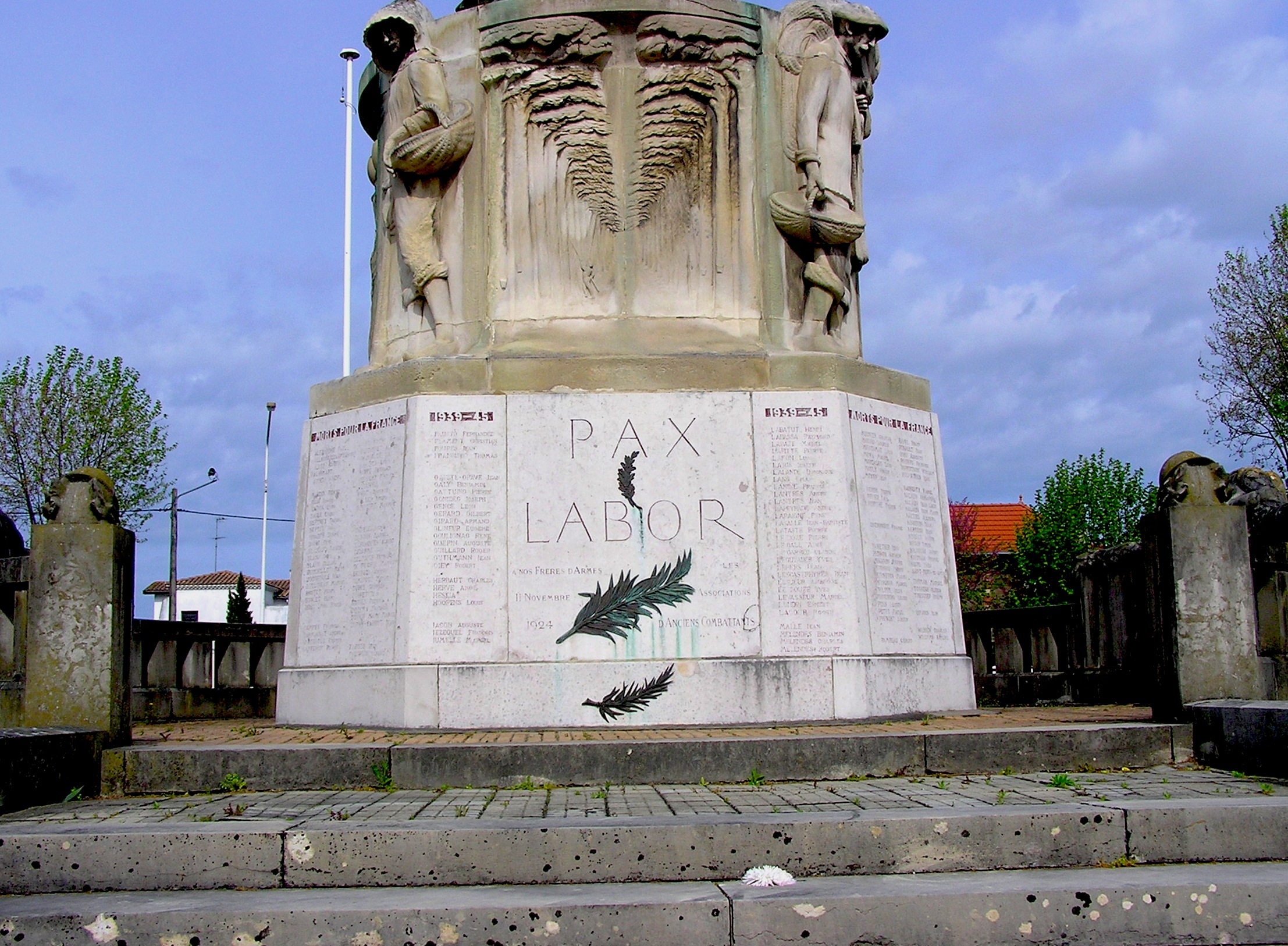
Monument als morts.
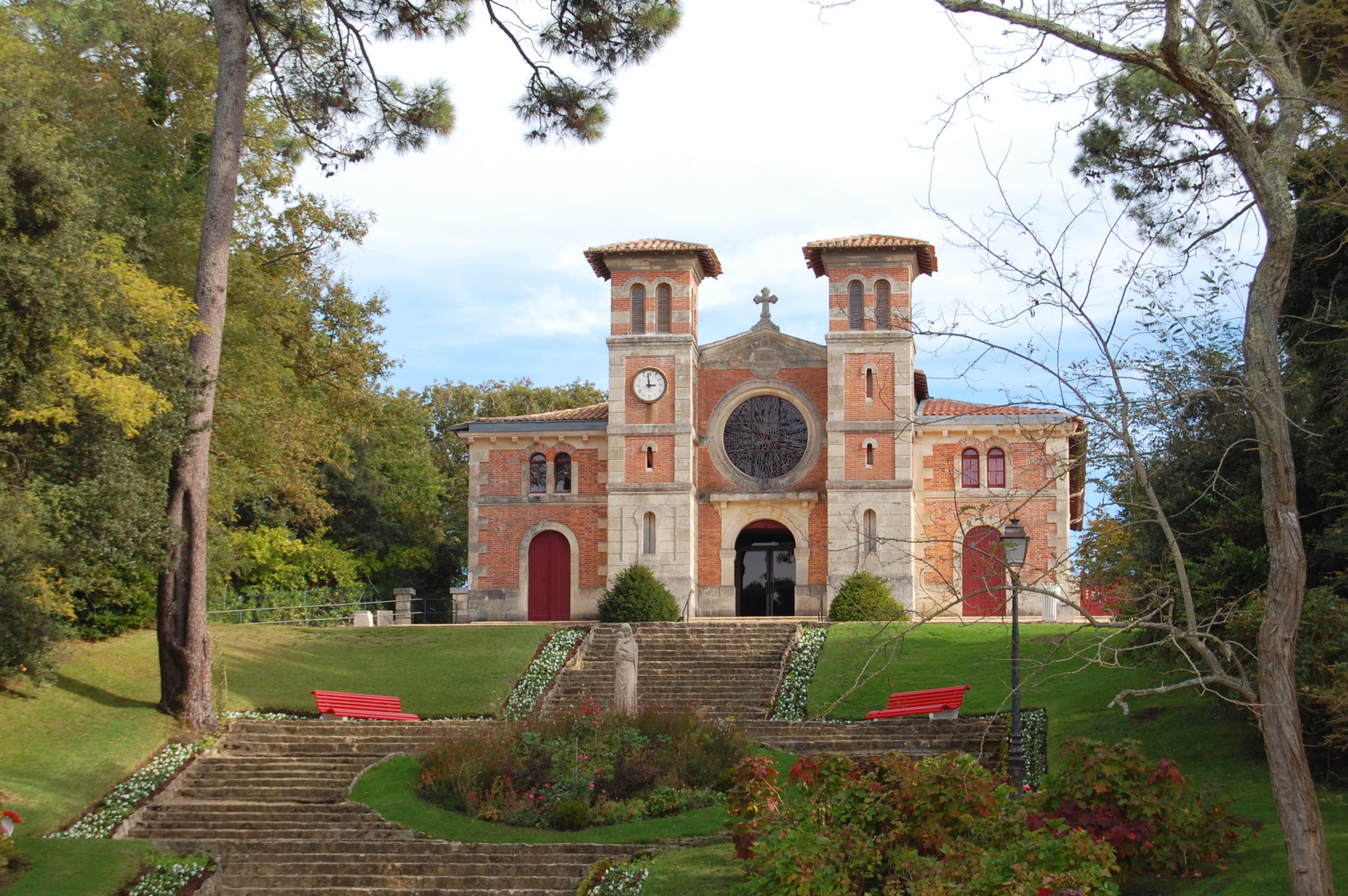
Nòstra Dama de las Passas.